# Carello

D'oro, alla fascia di rosso accompagnata da tre carelli dello stesso posti a losanga e ordinati in fascia nel capo (stemma di Cépie, Francia)

Carello (in francese carreau) è un termine utilizzato in araldica per indicare un cuscinetto quadro o per sostenere il cimiero o per ricamarvi armi femminili, disponendolo a punta. Dai carelli sono probabilmente derivati gli scudi a losanga utilizzati per gli stemmi femminili e, nel campo dell'araldica civica, gli stemmi dei comuni catalani.